# Le Parcq
Le Parcq est une commune française située dans le département du Pas-de-Calais en région Hauts-de-France. Ses habitants sont appelés les Parcquois. La commune est membre de la communauté de communes des 7 Vallées.

## Géographie

### Localisation
Localisée dans le sud du département du Pas-de-Calais, Le Parcq est une commune rurale de la vallée de la Ternoise située, à vol d'oiseau, à 4 km à l'est de la commune d'Hesdin-la-Forêt (aire d'attraction) dont elle est limitrophe, à l'ouest, et à 25 km au sud-est de Montreuil-sur-Mer (chef-lieu d'arrondissement).
Le territoire de la commune est limitrophe de ceux de sept communes.
Les communes limitrophes sont  Auchy-lès-Hesdin, Grigny, Hesdin-la-Forêt, Saint-Georges, Vieil-Hesdin et Wamin.

### Géologie et relief
La superficie de la commune est de 9,27 km2 ; son altitude varie de 27  à   115 m.

### Hydrographie
Le territoire de la commune est situé dans le bassin Artois-Picardie.
La commune est traversée par la Ternoise, un cours d'eau naturel non navigable de 41,43 km, qui prend sa source dans la commune d'Ostreville et conflue dans la Canche dans la commune d'Huby-Saint-Leu, et par le Grigny, cours d'eau naturel non navigable de 1,62 km, qui prend sa source dans la commune et termine sa course au niveau de la commune de Grigny.

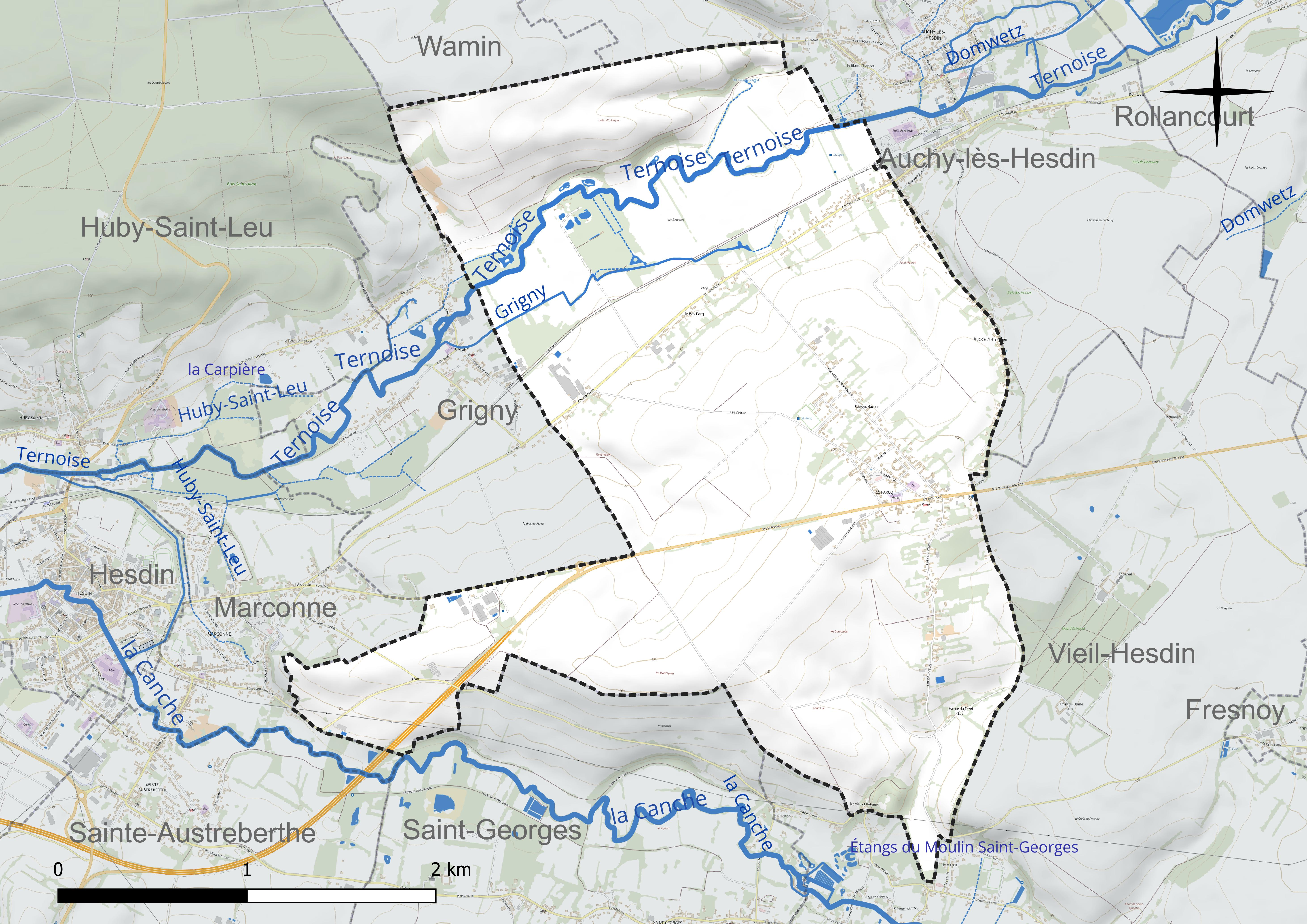
Réseau hydrographique du Parcq.

### Climat
Pour des articles plus généraux, voir Climat des Hauts-de-France et Climat du Nord-Pas-de-Calais.
En 2010, le climat de la commune est de type climat océanique altéré, selon une étude du Centre national de la recherche scientifique (CNRS) s'appuyant sur une série de données couvrant la période 1971-2000. En 2020, Météo-France publie une typologie des climats de la France métropolitaine dans laquelle la commune est exposée à un climat océanique et est dans la région climatique Côtes de la Manche orientale, caractérisée par un faible ensoleillement (1 550 h/an) ; forte humidité de l’air (plus de 20 h/jour avec humidité relative > 80 % en hiver), vents forts fréquents.
Pour la période 1971-2000, la température annuelle moyenne est de 10 °C, avec une amplitude thermique annuelle de 13,7 °C. Le cumul annuel moyen de précipitations est de 869 mm, avec 13 jours de précipitations en janvier et 8,9 jours en juillet. Pour la période 1991-2020, la température moyenne annuelle observée sur la station météorologique la plus proche, située sur la commune de Humières à 8 km à vol d'oiseau, est de 10,9 °C et le cumul annuel moyen de précipitations est de 856,9 mm,. Pour l'avenir, les paramètres climatiques de la commune estimés pour 2050 selon différents scénarios d'émission de gaz à effet de serre sont consultables sur un site dédié publié par Météo-France en novembre 2022.

### Paysages
Pour un article plus général, voir Paysage en France.
La commune s'inscrit dans les « paysages du Ternois » tels qu’ils sont définis dans l’atlas de paysages de la région Nord-Pas-de-Calais, conçu par la direction régionale de l'Environnement, de l'Aménagement et du Logement (DREAL),.
Ces paysages, qui concernent 138 communes avec trois pôles d’attraction que sont Hesdin à l'ouest, Saint-Pol-sur-Ternoise à l’est et, dans une moindre mesure, Frévent en lisière sud, sont délimités par deux cours d’eau : la Canche au Sud et la Ternoise au Nord. Ces paysages sont composés de plateaux, de vallées et de bocages. Les plateaux du Ternois montrent une structure tabulaire assez plane et une altitude assez régulière avec des points culminants entre 150  à   160 m.
Le territoire d’une vingtaine de kilomètres du Nord au Sud et d’Est en Ouest, est traversé par la D 939 reliant Saint-Pol-sur-Ternoise à Hesdin, par la D 912 entre Saint-Pol-sur-Ternoise et Frévent et par la ligne ferroviaire de Saint-Pol-sur-Ternoise à Étaples dans la vallée de la Canche. La position excentrée, en l’absence de grands axes autoroutiers ou ferrés structurants, a permis au Ternois de conserver un caractère rural et une certaine qualité de paysage.
Au niveau de l’occupation des sols, les surfaces cultivées sont omniprésentes sur les plateaux, avec majoritairement la culture de la betterave et de la pomme de terre, et représentent près de 72 % de la surface totale de ces paysages du Ternois, les espaces artificialisés, cantonnés dans les fonds de vallée, représentent 13 % et les surfaces boisées, présentes dans les deux principales vallées de la Ternoise et de la Canche, ne représentent que 6 %.

### Milieux naturels et biodiversité

#### Zones naturelles d'intérêt écologique, faunistique et floristique
L’inventaire des zones naturelles d'intérêt écologique, faunistique et floristique (ZNIEFF) a pour objectif de réaliser une couverture des zones les plus intéressantes sur le plan écologique, essentiellement dans la perspective d’améliorer la connaissance du patrimoine naturel national et de fournir aux différents décideurs un outil d’aide à la prise en compte de l’environnement dans l’aménagement du territoire.
Le territoire communal comprend une ZNIEFF de type 1 : la forêt domaniale d'Hesdin et ses lisières. Elle est située dans le Ternois et s’étend sur le plateau de l’Aa et sur le rebord sud d’un glacis incliné vers la dépression synclinale de la Canche.
et trois ZNIEFF de type 2 :
- la vallée de la Ternoise et ses versants de Saint-Pol-sur-Ternoise à Hesdin et le vallon de Bergueneuse. La Ternoise, avec ses 25 km de vallée étroite, a des versants occupés par des bois, des pelouses, des prairies et des lisières arbustives, et son plateau limoneux est utilisé pour la culture. Le versant droit de la Ternoise est entaillé par de nombreuses vallées sèches drainant les collines crayeuses de l’Artois[15] ;
- la haute vallée de la Canche et ses versants en amont de Sainte-Austreberthe qui se situe dans le pays du Ternois. Il offre un relief de coteau abrupt au Nord et des pentes douces au Sud. Le fond de vallée est constitué de pâturages et de zones de cultures. Les versants les plus pentus et inaccessibles accueillent des boisements[16] ;
- la basse vallée de la Canche et ses versants en aval d’Hesdin. Cette zone humide recelant des marais tourbeux, s'étend d'Étaples à Hesdin sur une superficie de 12 059 hectares[17].

Carte des ZNIEFF de type 1 et 2 sur la commune
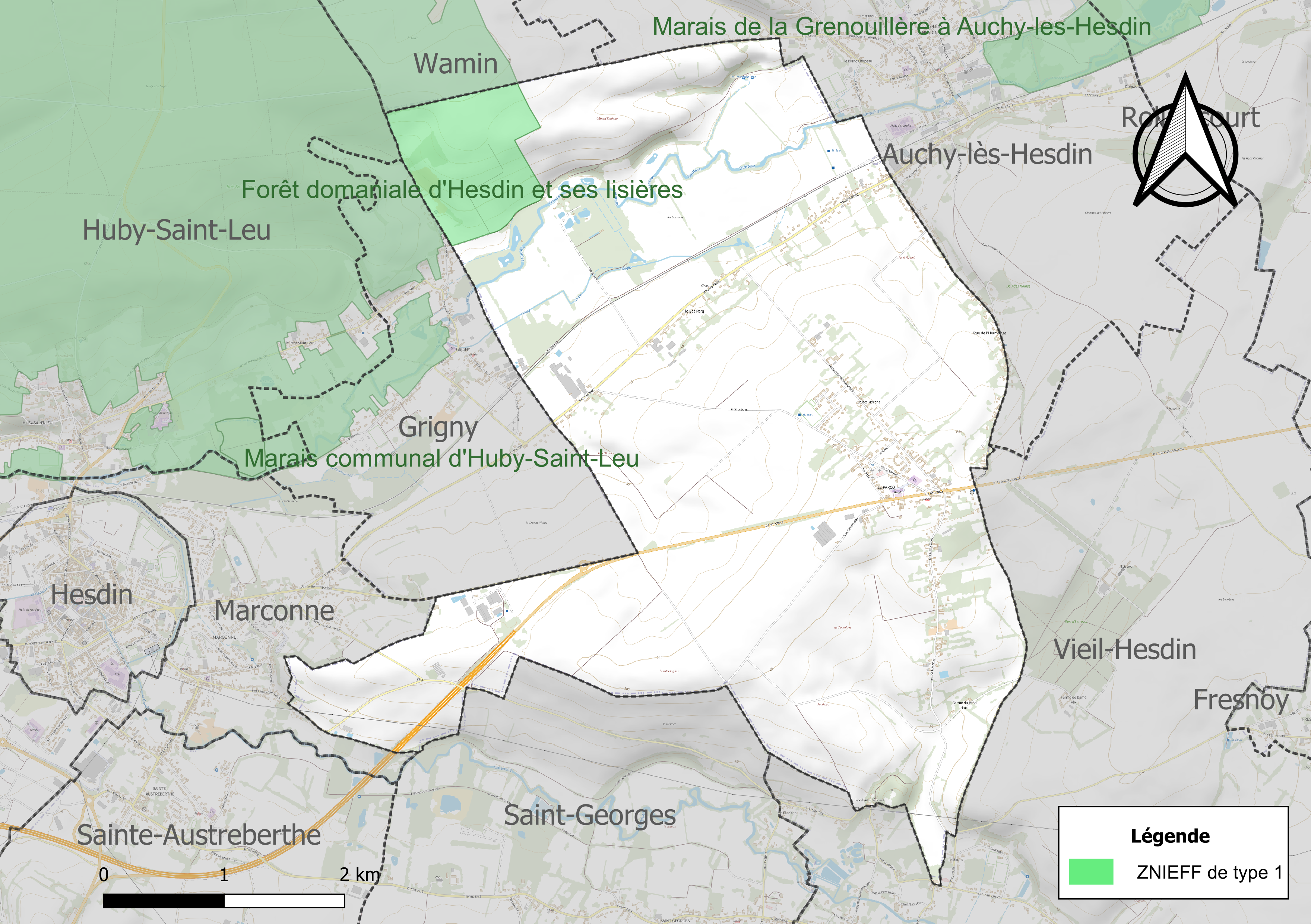
Carte de la ZNIEFF de type 1 sur la commune.
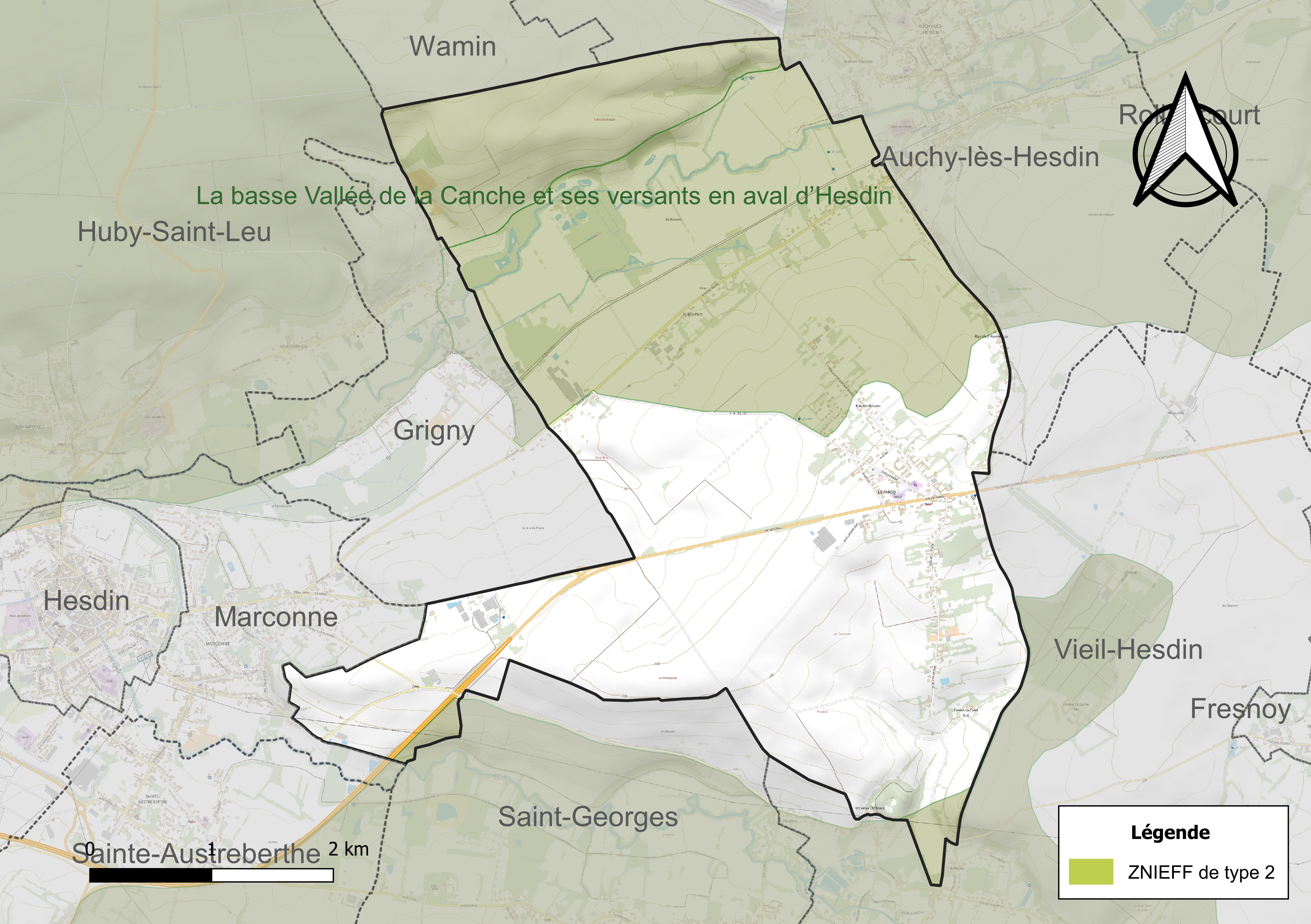
Carte des ZNIEFF de type 2 sur la commune.

#### Espèces faunistiques et floristiques
L’Inventaire national du patrimoine naturel (INPN) recense plusieurs espèces faunistiques et floristiques sur le territoire de la commune dont certaines sont protégées et d’autres menacées et quasi-menacées.

## Urbanisme

### Typologie
Au 1er janvier 2024, Le Parcq est catégorisée commune rurale à habitat dispersé, selon la nouvelle grille communale de densité à sept niveaux définie par l'Insee en 2022.
Elle appartient à l'unité urbaine d'Auchy-lès-Hesdin, une agglomération intra-départementale regroupant trois  communes, dont elle est une commune de la banlieue,,. Par ailleurs la commune fait partie de l'aire d'attraction d'Hesdin, dont elle est une commune de la couronne,. Cette aire, qui regroupe 28 communes, est catégorisée dans les aires de moins de 50 000 habitants,.

### Occupation des sols
L'occupation des sols de la commune, telle qu'elle ressort de la base de données européenne d’occupation biophysique des sols Corine Land Cover (CLC), est marquée par l'importance des territoires agricoles (91,8 % en 2018), une proportion sensiblement équivalente à celle de 1990 (92,6 %). La répartition détaillée en 2018 est la suivante : 
terres arables (65,5 %), prairies (23,8 %), zones urbanisées (8,2 %), zones agricoles hétérogènes (2,5 %). L'évolution de l’occupation des sols de la commune et de ses infrastructures peut être observée sur les différentes représentations cartographiques du territoire : la carte de Cassini (XVIIIe siècle), la carte d'état-major (1820-1866) et les cartes ou photos aériennes de l'IGN pour la période actuelle (1950 à aujourd'hui).

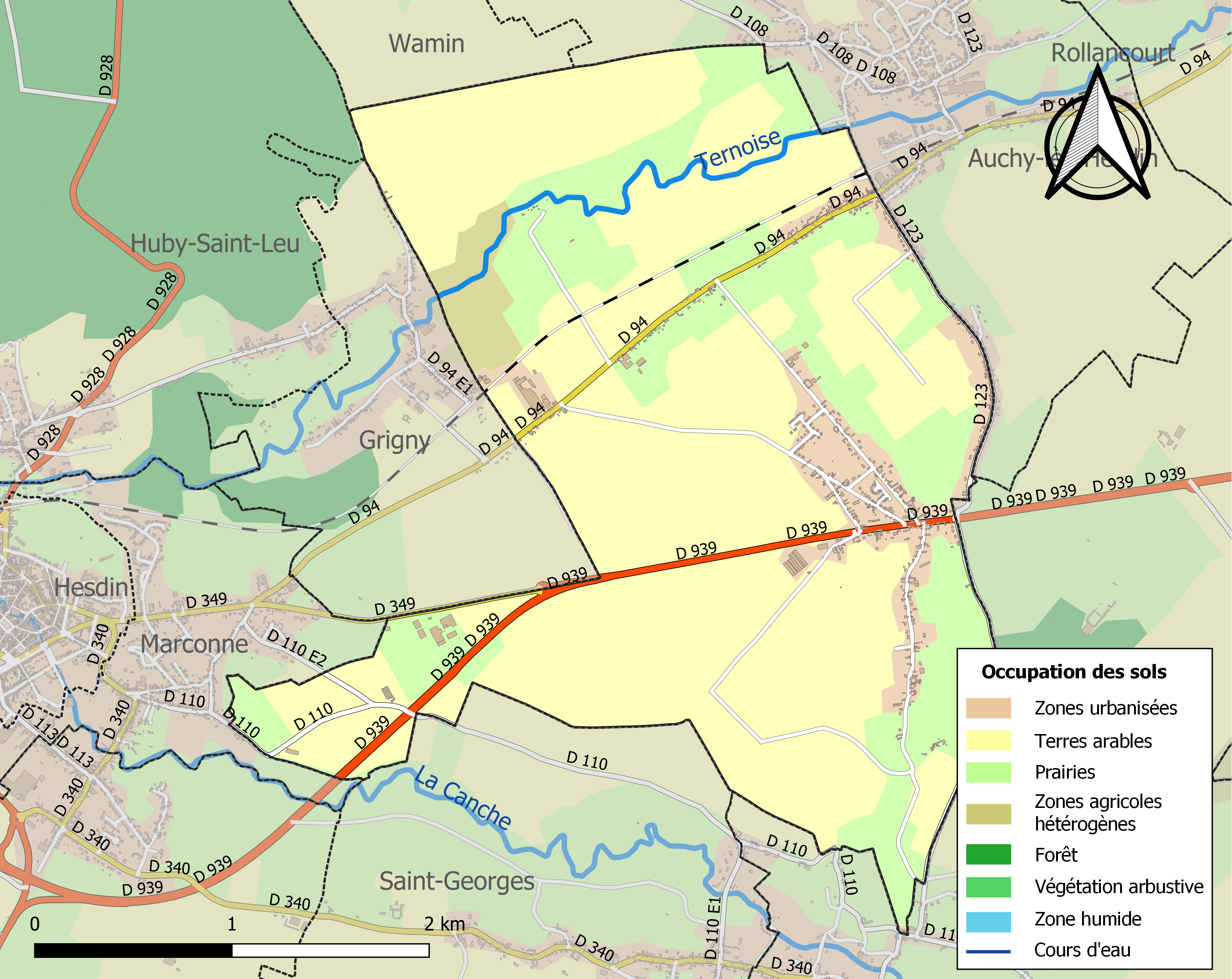
Carte des infrastructures et de l'occupation des sols de la commune en 2018 (CLC).

### Voies de communication et transports
Les routes étant principalement communales, Le Parcq est néanmoins traversé par la route départementale 939 (rue François-Mitterrand) et la route départementale 94 (rue du Bas-Parcq).
Les gares ferroviaires les plus proches se trouvent à Auchy-lès-Hesdin (3 km) et à Hesdin (4,5 km).

## Toponymie
Le nom de la localité est attesté sous les formes Hesdini parcus de 1219 à 1220 ; Parcus au XIIIe siècle ; Le parch de Hesdin, Parcus Hysdinensis en 1273 ; Parch en 1298 ; Parc en 1358 ; Le Parcq de Hesdin en 1734 ; Le Parque en 1783 ; Le Parcq en 1793 ; Le Parc et Le Parcq depuis 1801.
Le Parcq est attestée sous la forme Parcus au Moyen Âge. L'établissement du Parc date de la fondation du château (à la limite sud de la commune avec Vieil-Hesdin). Le nom Le Parcq vient du parc du château, détruit en 1335 par les Anglais et restauré en 1400 et transformé en village pour compenser la perte de l’ancien Hesdin détruit en 1553 par Charles Quint. Les parcs des châteaux nourrissaient des bêtes sauvages destinées à être chassées. Au parc s'opposait la forêt, que son nom, dérivé du mot foris (« en dehors »), désignait comme extérieure au parc,.

## Histoire

### Genèse du Parc
L'établissement du Parc date de la fondation du château (à la limite sud de la commune avec Vieil-Hesdin) par Baudouin VI de Hainaut ou Baudouin IX de Flandre dit Baudouin de Constantinople comte de Flandre, comte de Hainaut  en 1208.
C'était un enclos boisé entouré de murailles à l'intérieur duquel des bêtes sauvages furent mises en grand nombre.
En 1219, Louis VIII le Lion agrandit l'enclos.
Le comte Robert II d'Artois agrandit le parc en commerçant avec les religieux d'Auchy-lès-Hesdin en 1293.
En 1329, des herses sont installées à toutes les portes du parc.

### Destruction du Parc
Malheureusement, en 1335, Édouard III détruit le Parc quelques années avant la guerre de Cent Ans.
En 1337, Charles III (roi de Navarre) dit Charles III le Noble poursuivit son œuvre en détruisant  la porte du Val Tahon et en commettant toutes sortes de désordres dans le parc dont il détruit les murailles.

### Restauration du Parc
En 1395, Philippe II de Bourgogne dit le Hardi restaure le Parc en réédifiant les murs et repeuplant la faune.
Ces travaux titanesques sont poursuivis par Jean sans Peur. Un haras important y est établi.
Plusieurs personnes étaient quotidiennement occupées à nourrir les bêtes du parc qui possédait en outre une vaste volière, une fauconnerie et deux pièces d'eau pour la pêche. Le parc forme ainsi un ensemble de 940 hectares avec un périmètre d'environ 13 kilomètres s'ouvrant sur l'extérieur par de nombreuses "portes" (porte des Vaques, des Marès, Hendebourg, Grande Porte du Wiquet, du Baile d'Enfer, de Lestocquoy, de Val Tahon).

### Le Parc devient la commune de Le Parcq
Après la destruction de Hesdin (Vieil-Hesdin actuellement) en 1553 par Charles de Habsbourg dit Charles Quint, ce parc fut, à l'initiative de Philippe II d'Espagne laissé à la disposition de tous ceux qui souhaitèrent s'y établir, à charge pour eux de défricher.
Pour y attirer plus de monde, il accorda une franchise d'impôt le 25 février 1586 à tous ceux s'y installant.
C'est ainsi qu'en 1586, le parc devint un village (le Parc du Roi ou le Parc-lès-Hesdin). Les privilèges (franchise d'impôt) sont confirmés par les successeurs de Philippe II, jusqu'à la restitution de la province d'Artois au royaume de France. L'administration de Louis XIV, le roi Soleil, confirme à nouveau les privilégès en 1647 mais en 1649, il fait payer le vingtième (prélèvement d'un vingtième sur tous les revenus, privilégiés ou non établi selon les déclarations de chacun, vérifiées par les contrôleurs royaux). Ces privilèges sont accordés à nouveau en 1734 par Louis XV  et en 1778 par Louis XVI.
La cité est érigée comme Commune est reconnue en 1670 et depuis le 8 février 1816, elle devient chef-lieu du canton du Parcq.
La Révolution française de 1789 n'apporte guère de troubles dans le village.

## Politique et administration

### Découpage territorial
Depuis le 1er janvier 2007, Le Parcq et son canton dépendent de l'arrondissement de Montreuil (arrêté du 18 octobre 2006 de la préfecture de la région Nord-Pas-de-Calais). Auparavant, Le Parcq dépendait de l'arrondissement d'Arras depuis 1926 et de l'arrondissement de Saint-Pol depuis 1801.

#### Commune et intercommunalités
La commune est membre de la communauté de communes des 7 Vallées qui regroupe 66 communes et totalise 29 425 habitants en 2022.

#### Circonscriptions administratives
La commune est rattachée au canton d'Auxi-le-Château.

#### Circonscriptions électorales
Pour l'élection des députés, la commune fait partie de la quatrième circonscription du Pas-de-Calais.

### Élections municipales et communautaires

#### Liste des maires
| Période                                  | Période                   | Identité          | Étiquette | Qualité                                                      |
| ---------------------------------------- | ------------------------- | ----------------- | --------- | ------------------------------------------------------------ |
| Les données manquantes sont à compléter. |                           |                   |           |                                                              |
|                                          |                           | Noélin            |           |                                                              |
| Les données manquantes sont à compléter. |                           |                   |           |                                                              |
|                                          | mars 1977                 | Désiré Sénéchal   |           |                                                              |
| mars 1977                                | avril 2013                | Louis Magère      | DVG       | Mort en fonction                                             |
| 7 juin 2013,                             | mai 2020                  | Robert Petit      |           | Réélu pour le mandat 2014-2020                               |
| 28 juin 2020                             | En cours (au 2 juin 2020) | Gérard Vandenhove |           | Contremaître, agent de maîtrise Élu pour le mandat 2020-2026 |

## Population et société

### Démographie
Les habitants sont appelés les Parcquois.

#### Évolution démographique
L'évolution du nombre d'habitants est connue à travers les recensements de la population effectués dans la commune depuis 1793. Pour les communes de moins de 10 000 habitants, une enquête de recensement portant sur toute la population est réalisée tous les cinq ans, les populations de référence des années intermédiaires étant quant à elles estimées par interpolation ou extrapolation. Pour la commune, le premier recensement exhaustif entrant dans le cadre du nouveau dispositif a été réalisé en 2004.

En 2022, la commune comptait 717 habitants, en évolution de −9,36 % par rapport à 2016 (Pas-de-Calais : −0,72 %, France hors Mayotte : +2,11 %).
| 1793 | 1800 | 1806 | 1821 | 1831 | 1836 | 1841 | 1846 | 1851 |
| ---- | ---- | ---- | ---- | ---- | ---- | ---- | ---- | ---- |
| 695  | 960  | 640  | 767  | 804  | 736  | 820  | 821  | 832  |

| 1856 | 1861 | 1866 | 1872 | 1876 | 1881 | 1886 | 1891 | 1896 |
| ---- | ---- | ---- | ---- | ---- | ---- | ---- | ---- | ---- |
| 798  | 771  | 774  | 731  | 688  | 675  | 712  | 674  | 655  |

| 1901 | 1906 | 1911 | 1921 | 1926 | 1931 | 1936 | 1946 | 1954 |
| ---- | ---- | ---- | ---- | ---- | ---- | ---- | ---- | ---- |
| 642  | 663  | 660  | 685  | 672  | 639  | 646  | 659  | 646  |

| 1962 | 1968 | 1975 | 1982 | 1990 | 1999 | 2004 | 2006 | 2009 |
| ---- | ---- | ---- | ---- | ---- | ---- | ---- | ---- | ---- |
| 649  | 650  | 586  | 570  | 633  | 702  | 726  | 739  | 785  |

| 2014 | 2019 | 2022 | - | - | - | - | - | - |
| ---- | ---- | ---- | - | - | - | - | - | - |
| 790  | 745  | 717  | - | - | - | - | - | - |

#### Pyramide des âges
En 2018, le taux de personnes d'un âge inférieur à 30 ans s'élève à 33,7 %, soit en dessous de la moyenne départementale (36,7 %). À l'inverse, le taux de personnes d'âge supérieur à 60 ans est de 28,2 % la même année, alors qu'il est de 24,9 % au niveau départemental.
En 2018, la commune comptait 377 hommes pour 383 femmes, soit un taux de 50,39 % de femmes, légèrement inférieur au taux départemental (51,50 %).
Les pyramides des âges de la commune et du département s'établissent comme suit.
| Hommes | Classe d’âge | Femmes |
| ------ | ------------ | ------ |
| 0,5    | 90 ou +      | 0,8    |
| 8,6    | 75-89 ans    | 7,5    |
| 17,3   | 60-74 ans    | 21,6   |
| 23,8   | 45-59 ans    | 22,1   |
| 12,4   | 30-44 ans    | 17,9   |
| 18,6   | 15-29 ans    | 13,6   |
| 18,6   | 0-14 ans     | 16,5   |

| Hommes | Classe d’âge | Femmes |
| ------ | ------------ | ------ |
| 0,5    | 90 ou +      | 1,6    |
| 5,6    | 75-89 ans    | 8,9    |
| 16,7   | 60-74 ans    | 18,1   |
| 20,2   | 45-59 ans    | 19,2   |
| 18,9   | 30-44 ans    | 18,1   |
| 18,2   | 15-29 ans    | 16,2   |
| 19,9   | 0-14 ans     | 17,9   |

## Culture locale et patrimoine

### Lieux et monuments

#### Monument historique
- Le château des ducs de Bourgogne, dit château de Vieil-Hesdin datant du XIe siècle, dont les vestiges sont inscrits au titre des monuments historiques depuis le 29 juillet 2005[33].

#### Autres lieux et monuments
- Le mur de clôture du jardin du parc.
- L’église Saint-Nicolas datant de 1588 (nef et tour : 1666 ; chœur : 1600 ; sacristie : XVIIe siècle).
- Le parc de la Gargouille (3 500 m2).
- La chapelle Notre-Dame-de-Bon-Secours datant de 1871.
- La chapelle Notre-Dame-du-Chêne.
- Le parc du château d'Estruval[34], le château étant sur la commune de Vieil-Hesdin.
- Le Manoir Marceau. Cette gentilhommière est la demeure de l'artiste et maitre verrier, Émilie Delattre Marceau, autrefois connue sous le nom de « maison Dacquin ». Le parc était situé sur la commune.
- Le monument aux morts, surmonté du Poilu au repos, statue du sculpteur Étienne Camus[35].

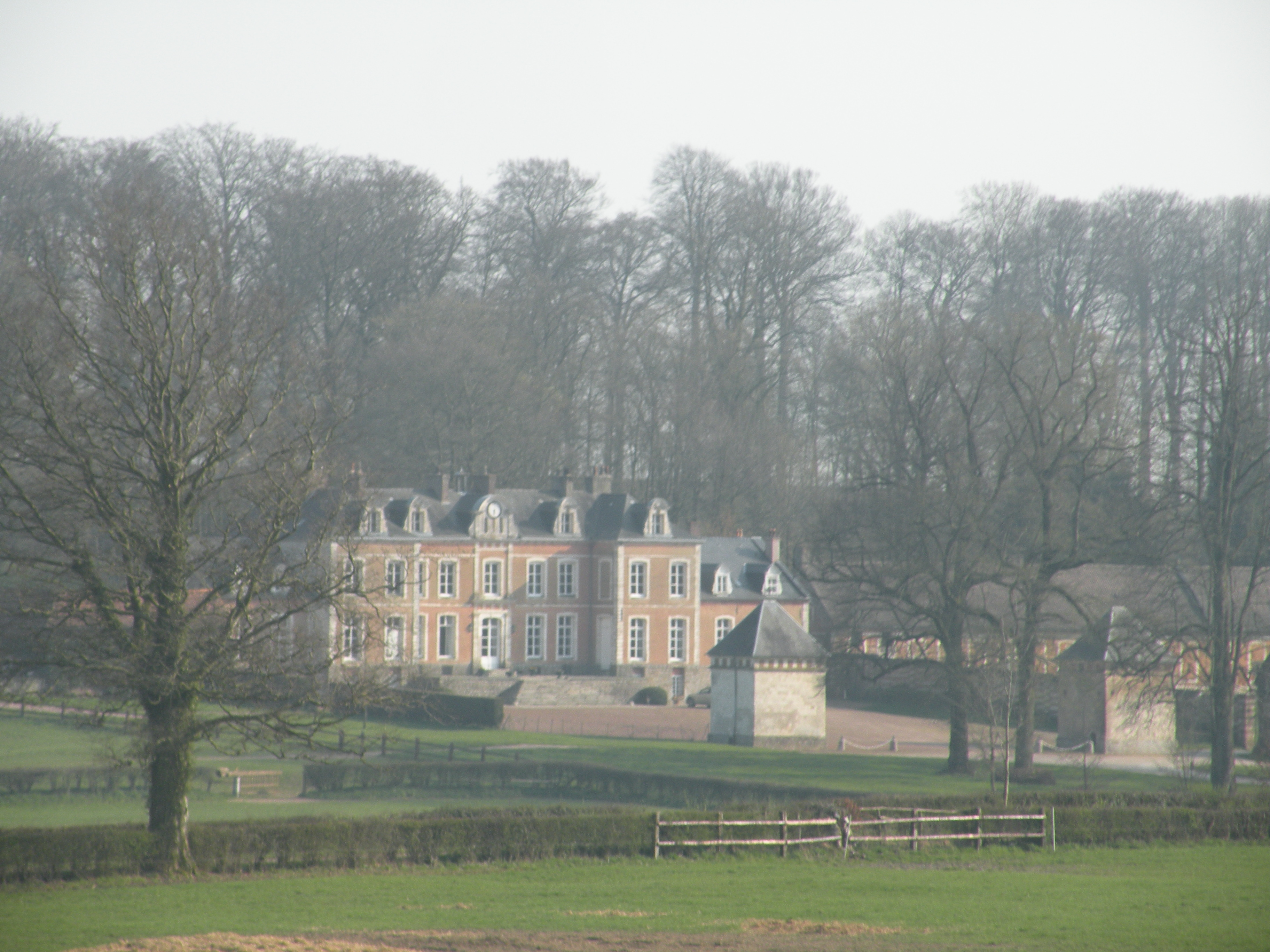
Le château d'Estruval.

### Héraldique
| Blason de Le Parcq | Blason  | De gueules à la fasce d'argent; à la bordure cousue de sinople chargée de trois roses d'argent. |
| Blason de Le Parcq | Détails | Le statut officiel du blason reste à déterminer.                                                |

## Pour approfondir

#### Bases de données, dictionnaires et encyclopédies
- Ressources relatives à la géographie :   - Insee (communes)
  - Ldh/EHESS/Cassini
- Ressource relative à plusieurs domaines :   - Annuaire du service public français
- Notices d'autorité :   - VIAF
  - BnF (données)